# Matthieu Saunier
Matthieu Saunier (Hyères, 7 febbraio 1990) è un ex calciatore francese, di ruolo difensore.

## Carriera
Nella stagione 2012-2013 ha disputato 14 incontri in Ligue 1 con il Troyes.

## Palmarès

### Club

#### Competizioni nazionali
- Ligue 2: 1

Troyes: 2014-2015